# شركة مطارات تايلاند
شركة مطارات تايلاند العامة المحدودة (AOT) (بالتايلندية: บริษัท ท่าอากาศยานไทย จำกัด (มหาชน))‏ هي شركة تايلاندية عامة . وهي تدير ستة مطارات دولية في تايلاند وستضيف أربعة مطارات أخرى في عام 2019.   في عام 2018 ، أصبحت مشغل المطارات الأكثر قيمة في العالم. 
تتم إدارة المطارات الإقليمية الـ 28 في تايلاند من قبل وزارة المطارات ، وهي وكالة منفصلة.
تأسست الشركة في 20 سبتمبر 2002 ، نتيجة لخصخصة هيئة المطارات المملوكة للدولة في تايلاند (AAT). في ذلك الوقت ، كانت قيمة الشركة 14.285.700.000 باهت تايلاندي (العملة الرسمية في تايلاند) . تحتفظ الحكومة التايلاندية وما زالت تمتلك 70 في المائة من أسهم الشركة.  :39 :41 خلال السنة المالية 2014 ، بلغ متوسط القيمة السوقية اليومية للشركة 282،321 مليون باهت تايلاندي.  :4
تمتد السنة المالية (FY) للشركة من 1 أكتوبر إلى 30 سبتمبر  :9

## مطارات الشركة
تدير الشركة المطارات التالية في تايلاند :  :3 يتم عرض الإحصائيات للسنوات التقويمية.
| اسم   | اسم                                       | منطقة  | إحصائيات 2018 | إحصائيات 2018 |
| اسم   | اسم                                       | منطقة  | ركاب          | الحركات       |
| ----- | ----------------------------------------- | ------ | ------------- | ------------- |
| 1     | مطار سوفارنابومي (BKK)                    | وسط    | 63379077      | 369476        |
| 2     | مطار دون موينغ الدولي (DMK)               | وسط    | 40،758،148    | 272361        |
| 3     | مطار بوكيت الدولي (HKT)                   | الجنوب | 18221525      | 118.280       |
| 4     | مطار تشيانغ مي الدولي (CNX)               | شمالي  | 10،989،869    | 78210         |
| 5     | مطار هات ياي الدولي (HDY)                 | الجنوب | 4،256،107     | 29203         |
| 6     | مطار ماي فاه لوانغ شيانغ راي الدولي (CEI) | شمالي  | 2،867،289     | 20،072        |
| مجموع | مجموع                                     | مجموع  | 140472015     | 887602        |

خططت الشركة لتولي إدارة أودون ثاني ومطار ساكون ناخون وتاك ومطار شومفون من وزارة المطارات في عام 2019.  في آب / أغسطس 2019 ، أعلنت عن تعديل خططها ؛ سيتولى السيطرة على مطار أودون ثاني الدولي ومطار تاك ومطار بوريرام ومطار كرابي الدولي ، تاركًا ساكون ناخون وشومفون إلى وزارة المطارات . تقاوم وزارة المطارات التغيير حيث أن مطارا أودون ثاني وكرابي هما مطاريها اللذان يجنيان الأموال ؛ ساكون ناخون وشومفون ليسوا كذلك. 

## روابط خارجية
- تمويل جوجل ، مطارات تايلاند